# Backtimjan
Backtimjan (Thymus serpyllum) är en växtart inom familjen kransblommiga växter.

## Beskrivning
Backtimjan är en nedliggande, mattbildande miniatyrbuske med delvis övervintrande blad. De blommande skotten dör före vintern. Växten kallas därför halvbuske eller örtbuske. Till släktets kännetecken hör att även blomfodret är tvåläppigt och har en tät krans av hår på insidan. Efter det att kronan fällts stängs fodermynningen till som med en propp, såsom av bomull (se bilden).
Blommorna är av två slag, dels vanliga tvåkönade, dels honblommor med mycket mindre krona. Honblommorna finns på särskilda stånd. Sådana växter kallas gynodioika. Bladen producerar en välluktande eterisk olja i små punktformiga körtlar. 

## Habitat
Backtimjan finns sparsamt i stora delar av Europa, Asien och östligaste delen av Nordamerika.
I nästan hela Sverige, Finland och Norge är backtimjan vanlig.

### Utbredningskartor
- Norden
- Norra halvklotet 
Gränslinjer anges för ssp serpyllum, ssp tanaensis och Thymus praecox ssp arcticus

## Biotop
Backtimjan är ganska vanlig på torra, sandiga och grusiga backar, ibland även på klippor.

## Medicinsk användning
Backtimjan innehåller en eterisk olja med tymol, som har antiseptisk och konserverande verkan. Den verkar lugnade, slemlösande och hjälper mot gasbildning i magen. Timjansirap har tidigare framställts som medicin mot hosta och kikhosta. Under medeltiden rekommenderade Hildegard av Bingen backtimjan mot hudutslag och skorv. Enligt Linné hjälper den mot bakfylla. Backtimjan har också kallats Jungfru Marie sänghalm. I samband med förlossningen lades örterna i sängen för att skydda kvinnan och barnet mot trolldom.
Den aktiva substansen eterolja har huvudbeståndsdelarna cyrnol, karvakrol och lite tymol, och har samma antiseptiska, kramplösande, slemlösande och mögelhindrande verkan som mentol.
Bladen av backtimjan är dessutom användbara som tesurrogat.

## Bilder

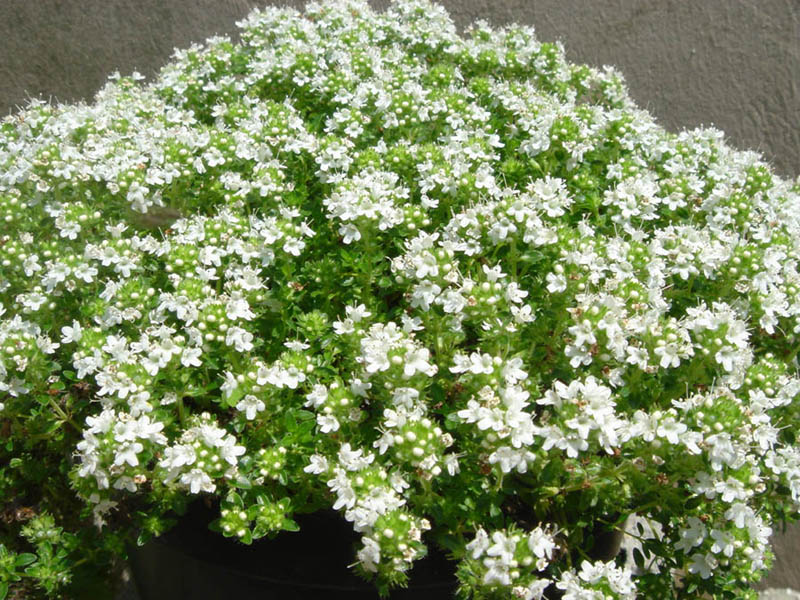
Variet Albus
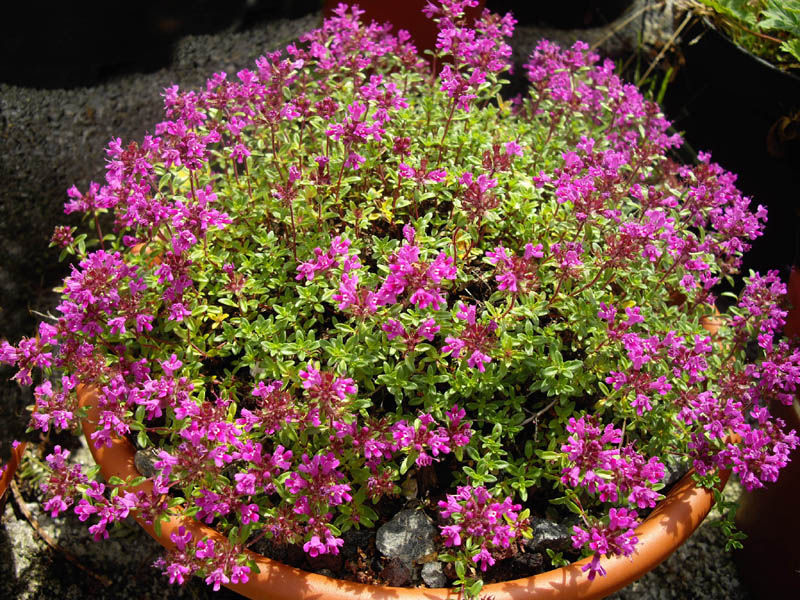
Variet Minor
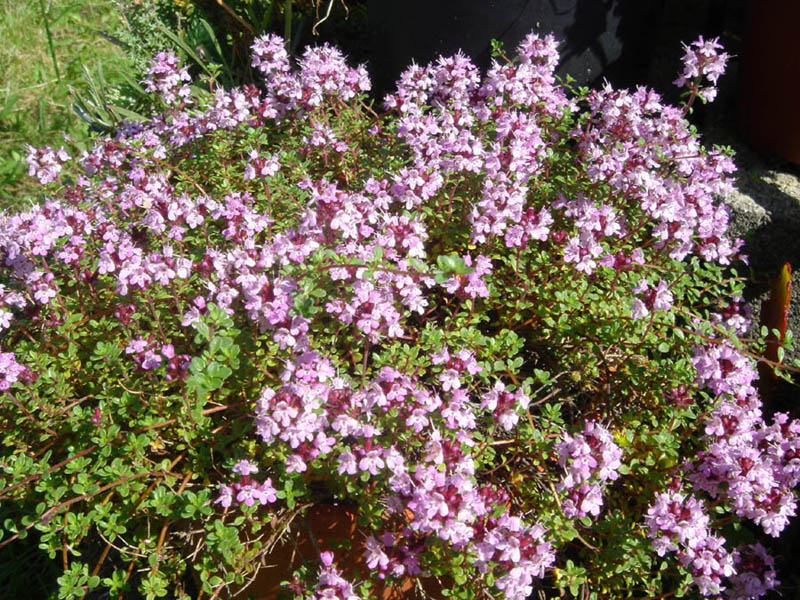
Variet Littoral Atlantique
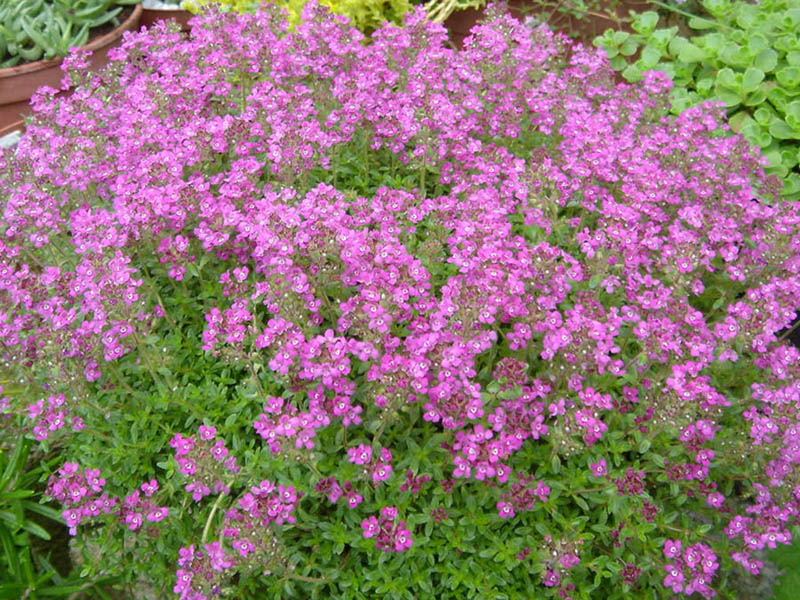
Variet Deep reed
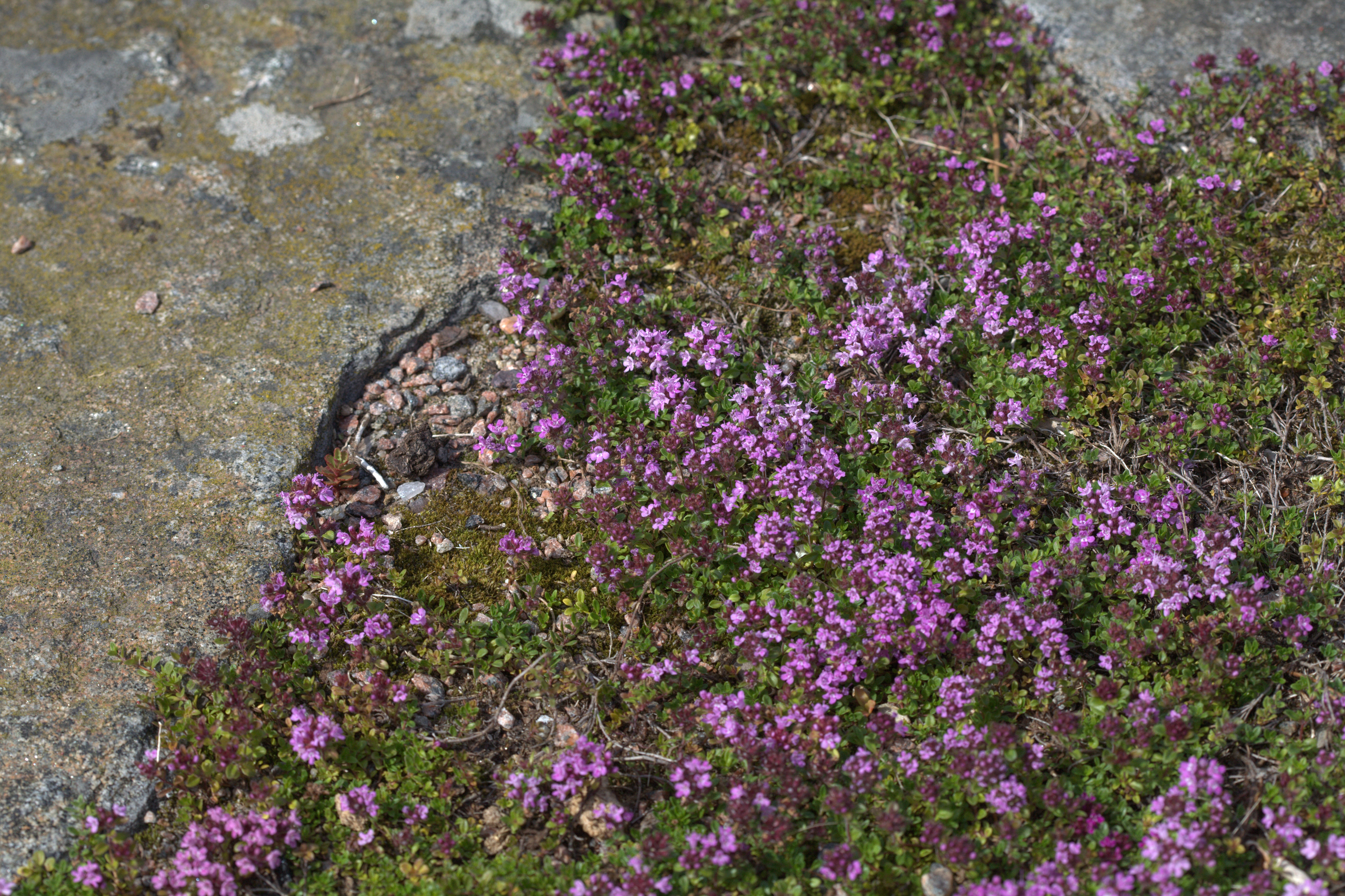
Variet Elfin
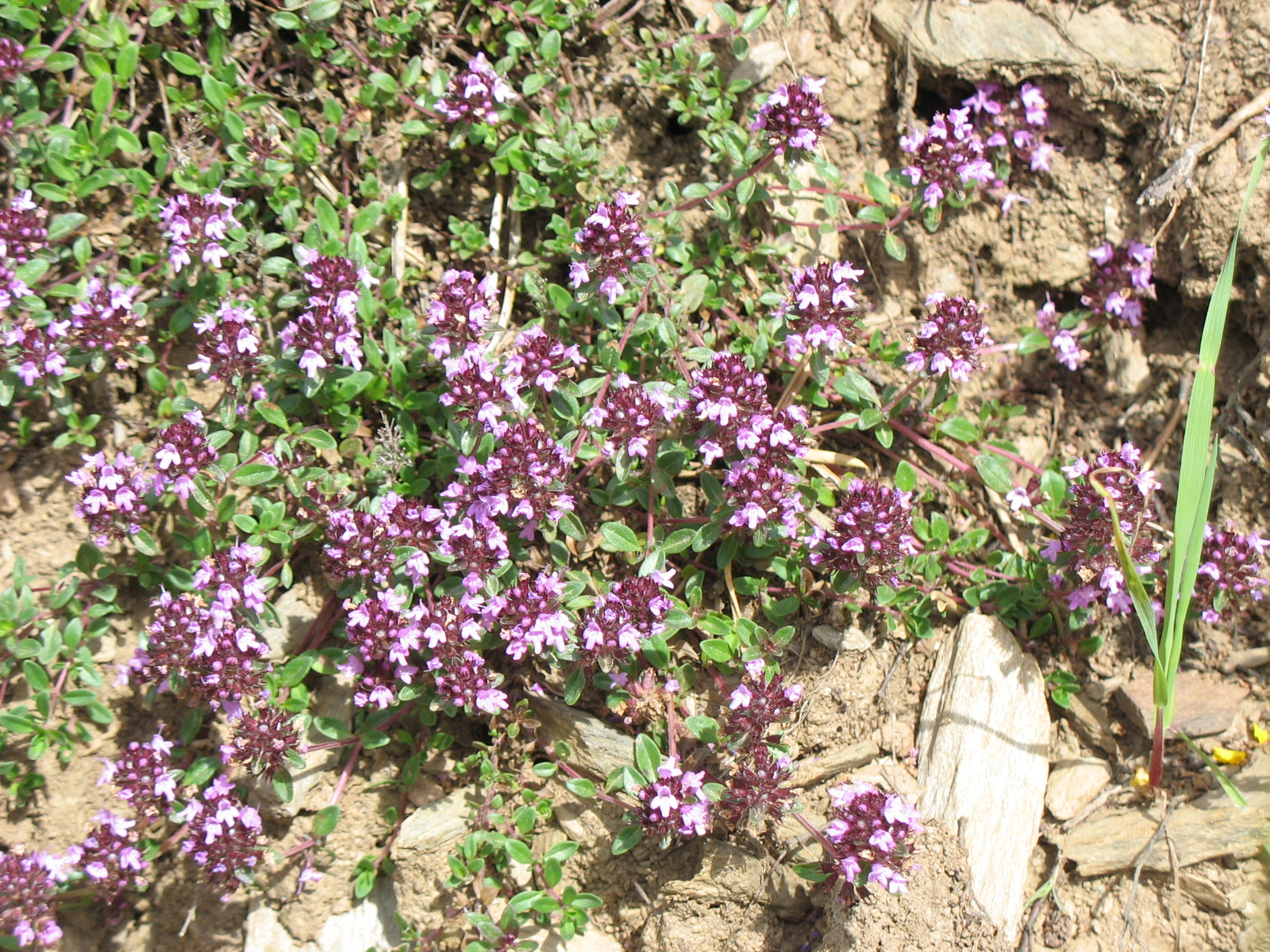
Vildväxande backtimjan i Andorra